# Рай червоного дерева
«Рай червоного дерева» («Raudonmedžio rojus») — радянський п'ятисерійний телефільм 1981 року, знятий режисером Бронюсом Талачкою на Литовській телестудії.

## Сюжет
Дія відбувається у довоєнному Каунасі. Головний герой Кароліс Тулейкіс, виходець із простої сім'ї, важко прокладає собі дорогу в житті, але домагається свого — стає лікарем. По-різному складається доля його друзів та знайомих.

## У ролях
- Валентінас Масальскіс — Кароліс Тулейкіс
- Ремігіюс Сабуліс — Чарлі
- Інесса Палюліте — Вікте Стасюкайтіте
- Рімантас Багдзявічюс — Пятрас Старкус, підпільник
- Іна Карташова — Алдона-Юлія
- Юрате Онайтіте — Аніта
- Леонардас Зельчюс — батько Кароліса
- Альгіс Кібартас — Тадас Стасюкайтіс, шеф поліції, брат Вікте
- Нійоле Ожеліте — Айріна
- Робертас Вайдотас — Волтеріс
- Вітаутас Гріголіс — Джімас
- Владас Багдонас — Робертас Хаборлендас, лікар, колега Кароліса
- Рута Сталілюнайте — Куперене
- Альгімантас Поцюнас — коханець Вікте
- Альгірдас Пінтукас — аптекар, чоловік Ціле
- Стасе Іванаускайте — Ціле, сестра Кароліса
- Маргарита Півараускайте — Агне
- Нійоле Лепешкайте — медсестра
- Стасіс Радзявічюс — літній кавалер Агні
- Она Залішаускайте — мати Кароліса
- Регіна Варнайте — господиня будинку
- Даля Кярнагене — Вале, дівчина, що прийшла за пакетом
- Пятрас Венсловас — колега Кароліса Тулейкіса з медичного університету
- Вікторас Валашинас — професор Палєніс
- Дануте Юроніте-Зельчювене — дружина професора Палоніса
- Вітаутас Бальсіс — колега Кароліса Тулейкіса з медичного університету
- Дануте Гринкявічюте — епізод
- Антанас Барчас — господар хутора, підпільник
- Марія Дайлідене — господиня невеликого кафе
- Альгірдас Врубляускас — поліцейський
- Альгірдас Яцунскас — поліцейський наглядач
- Вільгельмас Вайчекаускас — Алоїз, співкамерник Кароліса Тулейкіса
- Альгімантас Вощікас — співкамерник Кароліса Тулейкіса
- Пятрас Дайліда — епізод
- Міле Шаблаускайте — господиня міської квартири Кароліса
- Антанас Тарасявічюс — завідувач кафедри медичного університету
- Антанас Жякас — сусід отця Кароліса Тулейкіса
- Р. Клімавічюс — епізод
- А. Ягмінас — епізод
- Віталіюс Пуоджюкайтіс — агент таємної поліції
- Она Шаулецкайте — старенька у дворі будинку
- Теодора Ляугаудайте — тітка Антосе
- Владас Жиргуліс — судовий експерт
- Гінтаутас Узас — епізод
- Вітаутас Ейдукайтіс — домовласник
- Біруте Раубайте — Агота
- Рената Вагнеріте — мати хворого хлопчика
- Антанас Габренас — Вольфгангас Хаборлендас, головлікар лікарні, начальник Кароліса, професор медицини
- Антоніна Мацкявічюте — дружина професора Хаборлендаса
- Гражина Баландіте — Аусма, дружина Робертаса
- Сігітас Рачкіс — Альбертас Хаборлендас
- Алдона Кумпіте — Ада, дружина Альбертаса
- Рімантас Штарас — підпільник
- Альбінас Буднікас — підпільник
- Юлія Каваляускайте — дівчина (повія) в барі
- Стяпонас Космаускас — дядько Айріни
- Дангуоле Баукайте — дружина власника торфовища
- Вінцас Кімантас — власник торфовища
- Егідіюс Паулаускас — інспектор поліції
- Антанас Мацкявічюс — сторож-доглядач цвинтаря
- В. Слапшинскас — епізод
- Діржинскайте — епізод
- Антанас Курклетіс — Навіцкас, лікар
- Ромуальдас Віткаускас — селянин
- Александрас Рібайтіс — партизан
- Альгірдас Лапенас — епізод
- Ляонас Рачкаускас — епізод
- Отонас Ланяускас — комісар
- Й. Бубеліс — епізод
- Лігія Рибайтене — дама на дні народження Айріни
- Альгімантас Йокубенас — іноземець у готелі

## Знімальна група
- Режисер — Бронюс Талачка
- Сценаристи — Вітаутас Сіріос-Ґіра, Бронюс Талачка, Альгірдас Кратуліс
- Оператор — Йонас Ботірюс
- Композитор — Альгімантас Апанавічюс
- Художник — Ромуальдас Лукшас